# Ghost System
Pour plus de détails, voir Fiche technique et Distribution.
Ghost System (ゴーストシステム, Gosuto shisutemu) est un film japonais réalisé par Toshikazu Nagae, sorti en janvier 2003.

## Synopsis
Mizaki, Wataru et Mai sont ensemble au lycée et partagent une amitié depuis un certain nombre d'années. Tout va pour le mieux jusqu'à ce que Mai disparaisse. Après une longue période de recherche infructueuse, Mizaki et Wataru reçoivent en même temps sur leur portable un email de Mai sous forme d'une photo d'une forêt. Après avoir retrouvé la forêt et l'endroit où a été prise la photo, ils vont se retrouver pris au piège d'une expérience qui tente d'expliquer les mystères de la mort et des revenants.

## Fiche technique
- Titre : Ghost System
- Titre original : ゴーストシステム (Gosuto shisutemu)
- Réalisation : Toshikazu Nagae
- Scénario : Toshikazu Nagae
- Production : Hidehiko Koike, Daisuke Sekiguchi, Hiroyuki Tanahashi et Yuko Yasuda
- Musique : Inconnu
- Photographie : Toru Hirao
- Montage : Toshikazu Nagae
- Pays d'origine : Japon
- Format : Couleurs - 1,85:1 - DTS - 35 mm
- Genre : Horreur
- Durée : 74 minutes
- Date de sortie : Janvier 2003 (Japon)

## Distribution
- Atsuko Rukawa : Ryo Nonomiya
- Chikako Sakuragi : Misaki Saegusa
- Hiroshi Tamaki : Wataru Higure
- Maria Yanagisawa : Mai Mizukawa

## Autour du film
- Ghost System, ce fut tout d'abord un court-métrage de 9 minutes, distribué sur Internet entre juillet et décembre 2002, suivi en novembre de la même année d'une nouvelle éponyme, publiée chez Kadokawa Horror Fiction, et enfin le présent film, sorti en janvier 2003.